# Мирандиња (фудбалер, 1959)
Франсиско Ернанди Лима да Силва (порт. Francisco Ernandi Lima da Silva; Шавал, 2. јул 1959), познатији као Мирандиња (порт. Mirandinha), бивши је бразилски фудбалер.

## Каријера
Током каријере играо је за Палмеирас, Ботафого, Њукасл јунајтед, Белененсес, Коринтијанс Паулиста и многе друге клубове.

## Репрезентација
За репрезентацију Бразила дебитовао је 1987. године. За национални тим одиграо је 4 утакмице и постигао 1 гол.

## Статистика
| Бразил | Бразил | Бразил |
| Год.   | Ута.   | Гол.   |
| ------ | ------ | ------ |
| 1987   | 4      | 1      |
| Укупно | 4      | 1      |